# Oleh Lykov
Oleh Lykov, né le 1er août 1973 à Dnipro, est un rameur ukrainien.

## Biographie

### Palmarès

#### Aviron aux Jeux olympiques
- 2004 à Athènes,  Grèce
  -  Médaille de bronze en quatre de couple[1]

#### Championnats du monde d'aviron
- 1997 à Aiguebelette,  France
  -  Médaille de bronze en quatre de couple
- 1999 à Saint Catharines,  Canada
  -  Médaille d'argent en quatre de couple

#### Championnats d'Europe d'aviron
- 2008 à Athènes,  Grèce
  -  Médaille de bronze en quatre de couple
- 2010 à Montemor-o-Velho,  Portugal
  -  Médaille de bronze en huit
- 2011 à Plovdiv,  Bulgarie
  -  Médaille de bronze en huit